# Sola David-Borha
Olusola"Sola"Adejoke David-Borha, là giám đốc điều hành của Khu vực Châu Phi tại Tập đoàn Standard Bank kể từ tháng 1 năm 2017. Bà từng là giám đốc điều hành của Stanbic IBTC Holdings cho đến ngày 19 tháng 1 năm 2017 và cũng là phó giám đốc điều hành và giám đốc điều hành của Corporate & Investment Bank. Bà là giám đốc điều hành của Stanbic IBTC Bank Plc từ tháng 5 năm 2011 đến tháng 11 năm 2012 và từng là giám đốc điều hành ngân hàng đầu tư cho châu Phi (trừ Nam Phi) và phó giám đốc điều hành. Bà hiện đang giữ chức phó chủ tịch hội đồng quản trị của Hội nghị thượng đỉnh kinh tế Nigeria, một vị trí mà bà đã nắm giữ từ năm 2015. Bà gia nhập hội đồng IBTC vào tháng 7 năm 1994. Bà là giám đốc không điều hành của Coca-Cola HBC AG kể từ ngày 26 tháng 6 năm 2015. Bà từng là giám đốc tại Stanbic IBTC Holdings PLC từ năm 1994 đến 25 tháng 3 năm 2017. Cô là thành viên của hội đồng quản trị của Đại học Redeemer. Bà có bằng Cử nhân Kinh tế tại Đại học Ibadan, bằng cấp năm 1981 và có bằng MBA của Trường Kinh doanh Manchester năm 1991. Bà đã tham dự Chương trình Quản lý Nâng cao (AMP) của Trường Kinh doanh Harvard và Chương trình CEO Toàn cầu (IESE, Wharton, CEIBS). Bà là thành viên danh dự của Học viện Ngân hàng được Hiến chương Nigeria (CIBN).

## Cuộc sống ban đầu và giáo dục
Sola được sinh ra ở Accra, Ghana, có cha là nhà ngoại giao, điều đó có nghĩa là gia đình đi du lịch rất nhiều. Gia đình trở về Nigeria khi cô khoảng 10 tuổi. Sola đã thực hiện giáo dục tiểu học và trung học ở Nigeria trước khi hoàn thành việc học tại Đại học Ibadan ở Ibadan, Nigeria với bằng Cử nhân Kinh tế năm 1981. Sau đó, cô tiếp tục theo đuổi bằng MBA từ Trường Kinh doanh Manchester vào năm 1991. Giáo dục điều hành của cô bao gồm Chương trình quản lý nâng cao tại Trường kinh doanh Harvard và Chương trình CEO toàn cầu do Wharton, IESE và CEIBS phối hợp cung cấp.

## Sự nghiệp
Sola David-Borha bắt đầu sự nghiệp tại NAL Merchant Bank (nay là Ngân hàng Sterling), sau đó liên kết với American Express từ năm 1984 đến 1989, trước khi gia nhập một công ty ngân hàng đầu tư cửa hàng, IBTC, được sáp nhập với hai ngân hàng thương mại để trở thành IBTC Điều lệ năm 2005. Năm 2007, Standard Bank Group mua lại IBTC và được biết đến với cái tên Stanbic IBTC Holdings, nơi Sola từng là phó giám đốc điều hành của ngân hàng (Stanbic IBTC Bank) và giám đốc bảo hiểm ngân hàng quốc tế ở Châu Phi (trừ Nam Phi), trở thành giám đốc điều hành của Stanbic Ngân hàng IBTC năm 2011 và giám đốc điều hành của Stanbic IBTC Holdings vào năm 2012. Vào tháng 1 năm 2017, bà đã đảm nhận vị trí giám đốc điều hành của Tập đoàn Standard Bank. Bà phục vụ như một giám đốc không điều hành trong hội đồng quản trị của Phòng tín dụng CR Services PLC và Đại học Kinh doanh Ibadan. Bà gia nhập hội đồng IBTC vào tháng 7 năm 1994. Bà là giám đốc không điều hành của Coca-Cola HBC AG kể từ ngày 26 tháng 6 năm 2015. Bà phục vụ như một giám đốc của Fate Foundation, Trường trung học quốc tế Redeemer. Bà cũng là thành viên của hội đồng quản trị của Đại học Redeemer.

## Giải thưởng và công nhận
Bà được vinh danh là Nữ doanh nhân của năm cho khu vực Tây Phi năm 2016 tại Giải thưởng Lãnh đạo doanh nghiệp toàn châu Phi. Bà cũng được vinh danh là Nữ doanh nhân của năm tại Châu Phi.

## Cuộc sống cá nhân
Sola David-Borha là một Kitô hữu sùng đạo và là Mục sư tại Nhà thờ Thiên chúa giáo Redeemed - Thành phố David ở Lagos, Nigeria. Bà đã kết hôn với ông David-Borha và là mẹ của ba đứa trẻ.